# Hayama (Kanagawa)
Hayama (japanisch 葉山町, -machi) ist eine Kleinstadt im Landkreis Miura in der Präfektur Kanagawa auf der japanischen Hauptinsel Honshū.

## Geographie
Hayama liegt auf der Miura-Halbinsel an der Sagami-Bucht.

## Wirtschaft
Wegen seines milden Klimas entwickelte sich Hayama als Erholungsort. Es gibt dort einen Yachthafen. 

## Verkehr
- Straße:
  - Nationalstraße 134, nach Yokosuka oder Hiratsuka
  - Nationalstraße 16

## Angrenzende Städte und Gemeinden
- Yokosuka
- Zushi